# 理查德·多尔
威廉·理查·沙博·多爾爵士，CH, OBE,  FRS（英語：Sir William Richard Shaboe Doll，1912年10月28日—2005年7月24日），英国科学家及流行病学家，與另一科學家奧斯汀·布拉德福德·希爾爵士一同被称为當代的「禁煙教父」。

## 生平
1950年開始，多爾被派到倫敦一所醫院，與希爾共同研究肺癌病人，以找出近年肺癌發病率急速上升的背後原因。兩人起初推測罪魁禍首是新近普及的鋪路瀝青或是日漸增多的汽車廢氣致癌，但經過研究後發現所有病人的唯一共通點只有抽煙習慣。1954年與希爾共同發表第一份報告「英國醫生死亡率與吸煙之關係」，兩年後再發表「肺癌及其他死因與吸煙之關係：研究英國醫生死亡率的第二份報告」（兩份報告多被統一簡稱為「英國醫生研究」），於後者中首次呈現吸煙增加疾病發病率的確切科學證據，震動當時社會，連多爾本人也被研究的鐵證嚇得即時戒掉多年的重度煙癮。
1968年，理查·道爾離開倫敦醫學研究中心（London Medical Research Center），到牛津大學創立研究癌症流行病學的實驗室，藉由電腦的幫助，理查·道爾的實驗室是第一個將大量癌症資料建檔並分析的地方。
理查德·多尔至1983年退休但仍持續研究流行病学。

## 榮譽
1971年時理查德·多尔被封為爵士。
2004年獲邵逸夫獎生命科學與醫學獎。